# Уинстон, Патрик
Па́трик Ге́нри Уи́нстон (англ. Patrick Henry Winston) — американский учёный, специалист в области информатики. Уинстон стал преемником Марвина Мински на посту директора лаборатории искусственного интеллекта Массачусетского технологического института и руководил ей с 1972 по 1997 год. Впоследствии лаборатория была объединена с Лабораторией информатики в Лабораторию информатики и искусственного интеллекта MIT.
Патрик Уинстон — автор ряда публикаций в области программирования и искусственного интеллекта.
Уинстон организовал ежегодный цикл открытых лекций на тему «Как говорить» (англ. How to Speak), в ходе которых он представлял множество практических советов, способствующих эффективной и конкретной манере изложения в процессе преподавания.